# Râul Dărășagu
Râul Dărășagu este un curs de apă, fiind unul din cele două brațe care formează râul Agapia .

## Hărți
- Parcul Vânători-Neamț